# Come Out and Play (canción de Billie Eilish)
«Come Out and Play» —en español: «Ve afuera y juega»— es una canción de la cantante estadounidense Billie Eilish. Fue publicada el 20 de noviembre de 2018 a través de las discografías Darkroom e Interscope Records. Éste junto a su otro éxito «When the Party’s Over», están incluidos en el álbum When We All Fall Asleep, Where Do We Go? (2019).

## Composición
Finneas, hermano de Billie tuiteó: «Billie y yo tenemos una increíble canción de un comercial, la escucharán una vez salga el anuncio. Escribimos la canción mientras la escena estaba pasando». Billie le dijo a Apple: «Creo que la música que hago, son las emociones que siento, o cómo hago una canción sobre cómo yo lo veo, es muy importante para mí esta forma que tengo de componer, como si nunca tuviera que rimar, eso no le hace la esencia, solamente el significado de las palabras», a lo que Finneas continuó «una vez que entendemos la narrativa, podemos desarrollar una canción detrás de ella». «Come Out and Play» junto a «When The Party’s Over» son los sencillos del álbum debut, que se publicó en 2019.